# Peninske Alpe (rimska provinca)
Peninske ali Grajske Alpe  (latinsko Alpes Poeninae ali Alpes Graiae), ena od treh provinc Rimskega cesarstva v zahodnih Alpah na meji med Italijo in Galijo, ki jo je k cesarstvu leta 15 pr. n. št.  priključil cesar Avgust.   Obsegala je sedanjo italijansko regijo  Val d'Aosta in švicarski kanton Valais.  Njeno upravno središče je bila Augusta Praetoria Salassorum (Aosta), najmočnejše domorodno pleme pa Salasi.
Provinca je dobila ime po Poeninus mons, rimskem imenu gorskega prelaza Veliki Sveti Bernard. V bližini prelaza je bilo svetišče, posvečeno Jupitru Peninu.
Ker je latinski naziv Poeninus zelo podoben nazivu Poenus, ki pomeni Punca oziroma Kartažana, so nekateri rimski avtorji napačno sklepali, da je kartažanski general Hanibal na svojem slavnem pohodu prečil Alpe prav tukaj ali preko Velikega ali preko Malega Svetega Bernarda.  
Rimski zgodovinar Livij trdi, da je naziv Poeninus popačenka imena božanstva Penninus, ki ga je častilo tamkajšnje pleme, in dodaja, da ni verjetno, da bi Hanibal ubral tako severno pot, ker so bili v tistem letnem času visokogorski prelazi neprehodni.

## Sklic
1. ↑  Livij, Ab Urbe Condita (Zgodovina Rima), XXI.38.